# Шовинист (роман)
„Шовинист“ (на английски: Jingo) е двадесет и първата книга от поредицата на Тери Пратчет „Светът на диска“. Издадена за пръв път през 1997, в България през 2000 г.

## Герои
Главен герой на книгата е Командирът на Анкх-Морпоркската Градска Стража Самюел Ваймс. Сред второстепенните герои на книгата са членовете на Градската Стража.
Като епизодичен герой се появява Леонард Куирмски.

## Сюжет
Книгата проследява военния конфликт между армиите на Анкх-Морпорк и Клач. Причина за сблъсъка между двете сили е новопоявил се континент между териториите на двете страни. Противниковите лагери твърдят, че те са законните притежатели на парчето земя.

## Основни мотиви
- Национализъм
- Война
- Изобретения